# Försvarsarbete
Försvarsarbete var i Sverige det minsta arbete en innehavare av mutsedel på någon fyndighet eller utmål årligen var tvungen att, såvida vilostånd ej erhållits, utföra för att bevara sin rätt till fyndigheten.
Enligt 1855 års svenska gruvstadga (kapitel 6, § 42) skulle detta arbete bestå dels i bergsprängning av en kubikfamn eller 4–5 kubikfamnars jordrymning, dels i gruvbyggnadsarbete på stället, motsvarande 200 dagsverken årligen. Dock gällde detta ej limonittäkter samt gruv- och slaggvarp. Dessa stadganden stämde sinsemellan föga överens och var anledning till ständigt krångel och många processer.
Enligt 1884 års svenska gruvstadga (kapitel 5, § 39) skulle gruvarbetet inom varje inmutat område eller utmål bedrivas i den omfattning, att för varje kalenderår verkställdes minst så mycket gruv- eller gruvbyggnadsarbete, att värdet därav motsvarade kostnaden för bergsprängning i gruvan av 10 m³ i fast klyft eller, räknat i upplagt berg, 18 m³. Gruvägaren kunde under ett år fullgöra arbetsskyldigheten för flera, högst fyra år. Hade arbetsskyldigheten fullgjorts för tre år och gruvan tilldelats utmål, kunde gruvägaren i stället för försvarsarbete betala en årlig avgift av 50 kronor, varav hälften tillföll kronan och andra hälften den jordägare, på vars mark utmålet var beläget. Inte heller dessa bestämmelser gällde enligt äldre författning inmutade limonittäkter eller varp.
Genom antagandet av 1938 års svenska gruvlag borttogs bestämmelserna om försvarsarbete och ersattes med en bestämmelse om en årlig försvarsavgift, som skulle för varje utmål, oavsett om arbete bedrevs inom detsamma eller ej, utgå med 10 kronor för varje hektar eller överskjutande del av hektar av utmålets areal.